# Tillie
Tillie er en amerikansk stumfilm fra 1922 af Frank Urson.

## Medvirkende
- Mary Miles Minter som Tillie Getz
- Noah Beery, Sr. som Jacob Getz
- Allan Forrest som Jack Fairchild
- Lucien Littlefield som Doc Weaver
- Lillian Leighton som Sarah Oberholtzzer
- Marie Trebaol som Sallie Getz